# Aganisia cyanea
Aganisia cyanea là một loài lan.
có nguồn gốc từ Colombia, Venezuela, Peru và Brazil và trồng rộng rãi ở những nơi khác làm cảnh. Đây là loài lan đáng chú ý vì một số giống của loài này sản xuất hoa màu xanh da trời, màu xanh da trời khá hiếm trong các loài lan.

## Hình ảnh

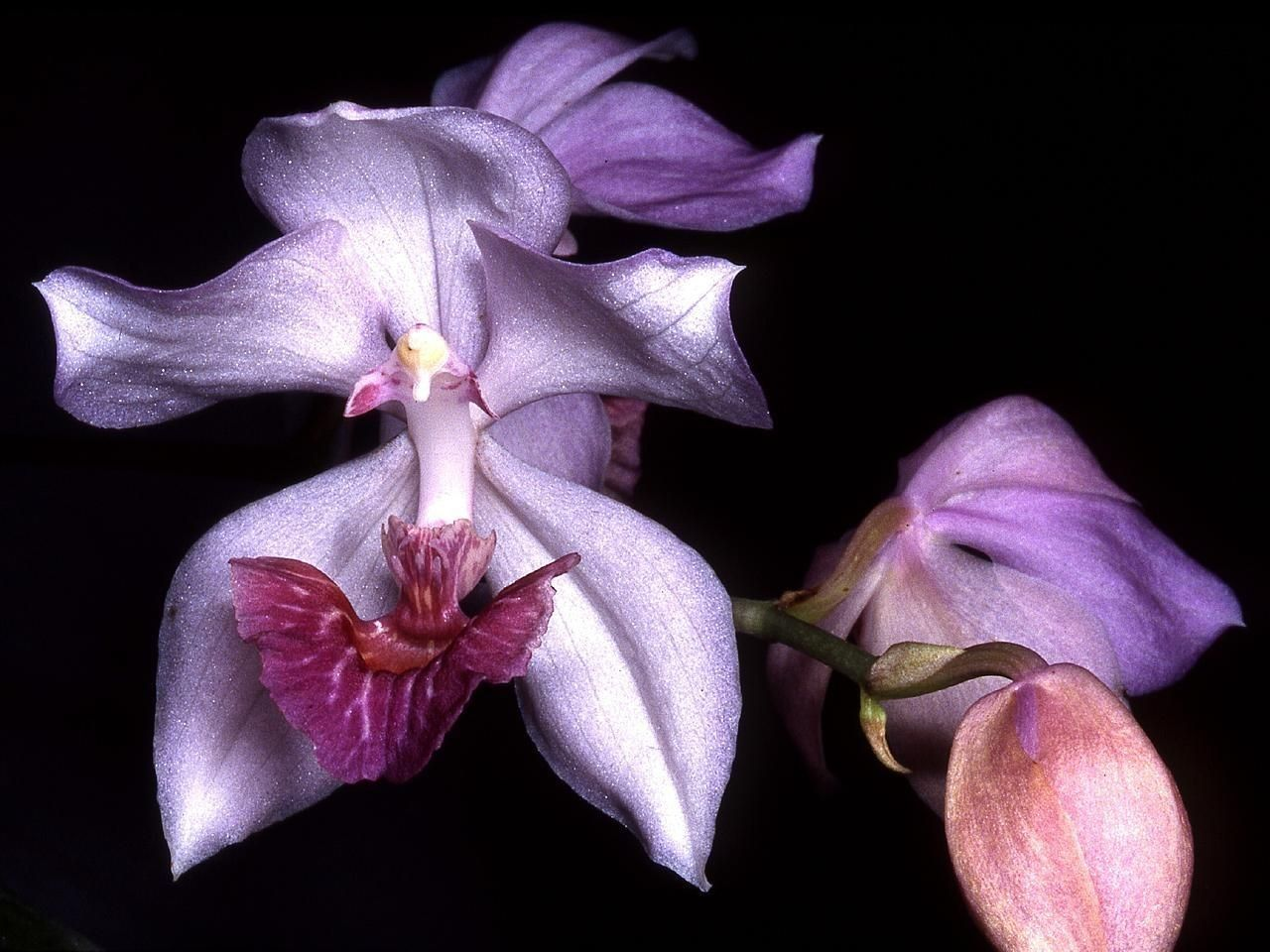
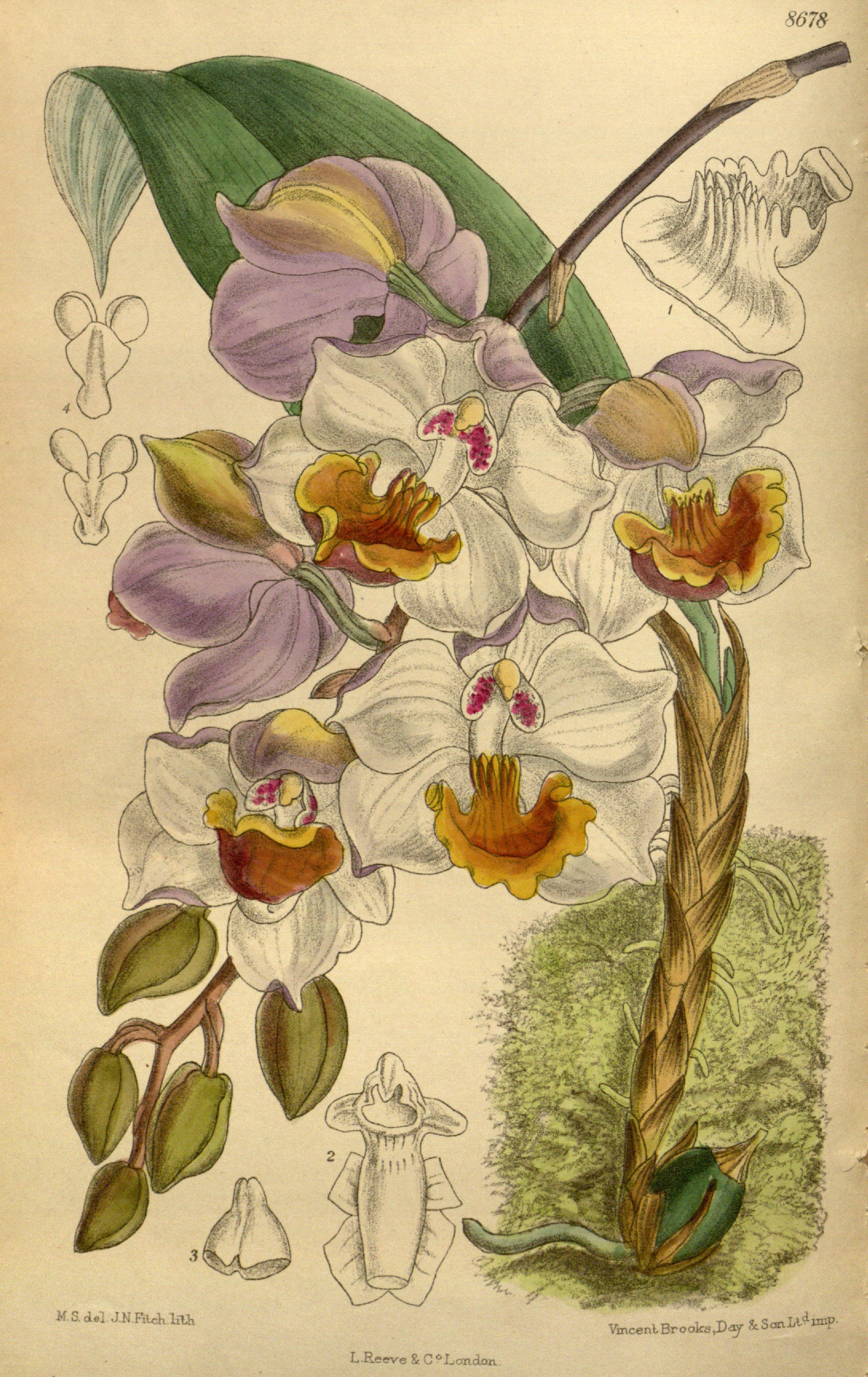
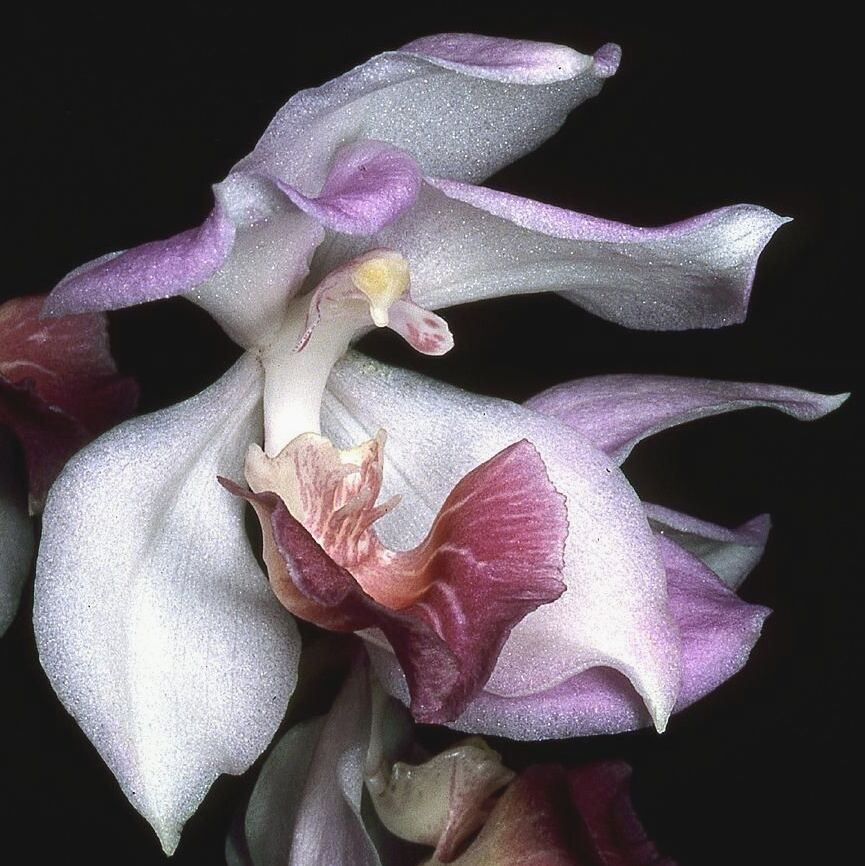
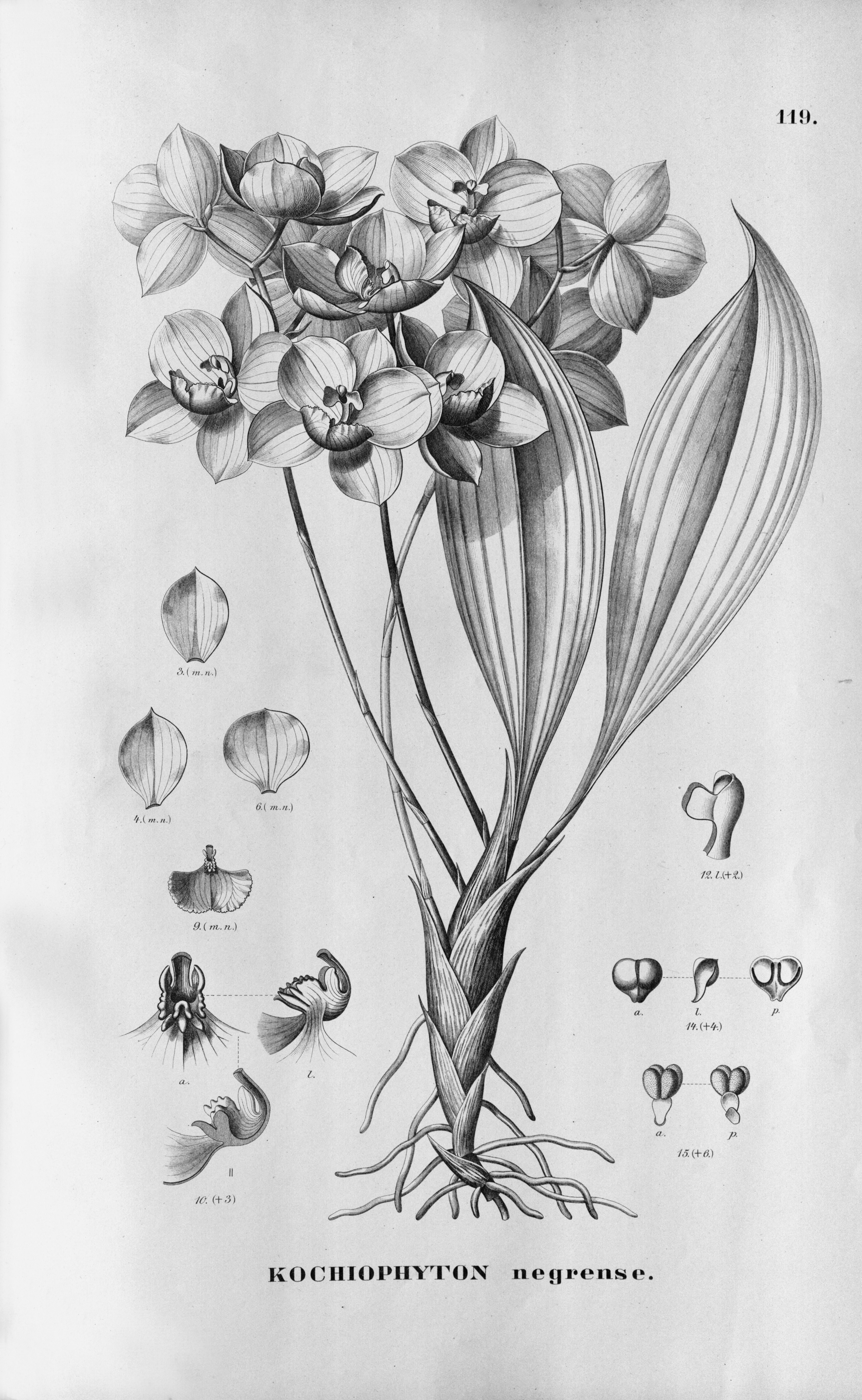